# 세기천성
세기천성(중국어: 世氣天成)은 중국의 온라인 게임산업 회사이다.
설립 목적을 넥슨 게임 중국 배급에 두며, 
중국위키백과에는 넥슨의 자회사라고 적혀있지만 자회사는 아니다.

## 제품
- 크레이지레이싱 카트라이더: 2006년 10월 1일 중국 정식 출시.
- 카트라이더 러쉬플러스: 2019년 7월 2일 중국 정식 출시.[1]